# Revue trimestrielle
La Revue trimestrielle est le nom d'une publication périodique belge fondée par Eugène Van Bemmel et publiée à Bruxelles de 1854 à 1868.
L'adresse bibliographique des seize premiers volumes est celle d'Henri Samuel et Cie, imprimeurs-éditeurs, Bruxelles, rue des Secours, 7. Elle devient par la suite Bureau de la Revue trimestrielle, Bruxelles, rue Saint-Lazare, 25.  

## Le choix philosophique
Les pages servant d'introduction à la première livraison de la Revue trimestrielle annonce clairement l'esprit libre-exaministe de l'entreprise :
Un semblable recueil ne peut avoir, pour profession de foi, qu'un seul principe, inscrit dans la Constitution belge, le principe du libre examen, qui conduit invinciblement au progrès. (p. II).
Le Grand Orient de Belgique lui apporte indiscutablement son soutien en suggérant à ses membres de s'y abonner, sinon d'y collaborer, sans que l'on puisse pour l'heure rien affirmer au sujet d'une éventuelle affiliation d'Eugène Van Bemmel lui-même à la franc-maçonnerie.

## L'heure du bilan
Le soixantième et dernier volume de la Revue est daté d'octobre 1868 - janvier 1869
Le directeur de la publication s'en est réservé les trois dernières pages. Il y évoque la naissance, son développement et les raisons pour lesquelles il pense devoir passer la main à d'autres. Ces pages méritent d'être reproduites ici.

Lorsque je fondai la Revue trimestrielle, en janvier 1854, il y avait plusieurs années déjà que la Belgique n’avait plus de revue proprement dite ; les publications de ce genre qui s’étaient succédé depuis 1830 n’avaient pas eu longue durée, et l’on désespérait presque généralement de créer le groupe, le centre d’action indispensable à toute littérature nationale.
Je crus qu’en faisant appel à tous nos écrivains sans distinction d’opinions, en leur offrant une libre tribune, en leur constituant d’avance un public, je n’aurais point de peine à rassembler, tous les trois mois, les éléments d’un recueil utile, intéressant et varié. Mon ambition, on le voit, n’était pas bien haute ; il n’y avait pas là d’ « entreprise » dans le sens ordinaire qu’on attache à ce mot ; la tâche était modeste, mais elle était patriotique, et la pensée qui me guidait fut comprise : mon attente fut bientôt dépassée.
Je suis heureux de pouvoir, à ce propos, remercier de nouveau le public impartial et éclairé qui a bien voulu, tout d’abord, accorder ses sympathies à mon œuvre, et les collaborateurs dévoués qui se sont empressés de m’apporter leur aide avec un désintéressement et une bienveillance dont le souvenir me touche encore très vivement.
Je remercie aussi le gouvernement qui, par un arrêté royal du 15 septembre 1859, m’ « alloua » sans que je l’eusse aucunement sollicité, un subside annuel de douze cents francs moyennant la fourniture de quarante abonnements. Le libellé de cet arrêté était des plus flatteurs pour la direction de la Revue trimestrielle, car il portait que c’était « en considération des services notables rendus par cet écrit périodique à la littérature nationale.
Durant quinze années la Revue trimestrielle a été l’expression du mouvement intellectuel en Belgique, tout en s’occupant aussi, au point de vue le plus large et le plus élevé, des progrès accomplis dans le monde entier. Ses soixante volumes, publiés de 1854 à 1869, sont, comme je l’avais espéré, de véritables annales pour la littérature, les arts, les sciences politiques et les sciences naturelles. Je puis le dire, car c’est à mes collaborateurs seuls qu’en revient toute la gloire : je n’ai été pour eux, comme je me plais à le répéter, qu’un président chargé de régler la discussion et d’accorder la parole.
Mais le succès même de la Revue trimestrielle m’imposait des devoirs que je ne pouvais méconnaître. Une transformation devenait nécessaire : il y avait désormais une assez grande somme d’activité littéraire en Belgique pour fournir matière à une revue mensuelle ; d’autre part, le mouvement était assez prononcé pour avoir besoin d’un organe « militant », qui pût le seconder d’une façon plus vive, plus constante. Le progrès accompli en provoquait de nouveaux, plus importants peut-être. Retarder cette rénovation eût été amoindrir le rôle et le caractère de la Revue trimestrielle : c’eût été la reléguer au rang de ces « collections » de bibliothèque, auxquelles on ne se désabonne pas parce qu’on tient à les avoir complètes, mais qui restent peu à peu hors du courant de la vie générale.
Toutefois, il me parut que j’avais le droit, au bout de quinze années de soins assidus, de laisser à d’autres cette tâche entièrement nouvelle. Mes successeurs étaient prêts ; je connaissais leurs intentions, leurs vues correspondaient aux miennes, et je pouvais leur transmettre avec pleine confiance, un héritage qui était le leur, qui était celui de la littérature nationale.
Pour moi, ce n’est pas sans regret, je l’avoue, que j’abandonne une œuvre à laquelle je m’étais voué pendant tant d’années, et qui faisait en quelque sorte partie de mon existence. Comme j’ai eu l’occasion de le dire, lors du banquet par lequel fut célébré, en avril 1866, l’apparition du cinquantième volume de la Revue, la position que je m’étais faite, toute modeste qu’elle était, suffisait amplement à mon ambition : j’avais la conscience de remplir un devoir et j’entretenais les relations les plus agréables avec une foule d’esprits distingués. Si je renonce aujourd’hui à ce rôle dont j’étais à la fois si heureux et si fier, c’est avec le ferme espoir, on peut en être convaincu, de continuer, par d’autres travaux encore, à me rendre utile à mon pays.
Le directeur de la Revue trimestrielle
EUGÈNE VAN BEMMEL.

## Volumes numérisés
Les volumes suivants sont consultables en lignes (google livres).
- 1854 : volumes 1-2 et 3-4 (303 + 304 + 338 + 322 pp.).

- 1857 : volumes 15-16 (419 + 412 pp.).

- 1858 : volumes 17-18 (420 + 412 pp.).

- 1859 : volumes 23-24 (400 + 404 pp.).

- 1860 : volumes 25-26 et 27-28 (407 + 424 + 400 + 400 pp.).

- 1862 : volumes 33-34 et 35-36 (400 + 368 + 372 + 448 pp.).

- 1863 : volumes 37, 38 et 39 (400 +  404 + 400 pp.).

- 1864 : volume 44 (378 pp.).

- 1866 : volumes 49-50 (336 + 324 pp.).

- 1867 : volumes 53 et 54 (352 + 324 pp.).

- 1868 : volumes 57-58 et 59-60 (332 + 348 + 352 + 460 pp.)